# Animatie (amusement)
Animatie is het voorzien van amusement aan een groep gasten, aan bewoners van een verblijf, of deelnemers aan een evenement.
Animatie wordt voorzien in zorginstellingen zoals een ziekenhuis, een bejaardentehuis of een kinderopvang, maar ook in vakantieverblijven/resorts. De aard van de activiteiten kan naargelang het doelpubliek heel sterk verschillen: van voorlezen over knutselen tot sport. Veelal staat een animator of een animatieteam in voor de organisatie van deze activiteiten.